# 律令法
律令法指的是由律令格式等成文法、以及平安时代在律令基础上形成的各种习惯法所组成的，以大化改新后中央集权国家制定的公法为中心的法律体系。
关于律令本身，请参看律令。关于基于律令的制度请参看律令制。

## 律令法的阶级性
在大化改新后，控制了中央政府的畿内以及畿内附近的贵族们，不像过去那样以地方豪族为中介统治全国，而是通过官僚机构将统治直接扩展到最基层人民身上。律令法就是为了实现这种统治的法。因此，律令法的核心在于用法律确立了贵族制的身份秩序。
律令法的身份制度的特征在于，将人民分为「良民」「贱民」，在两者之间还有从大化改新前的部民转化而来的品部、杂户等身份。
在贱民身份中，又有五个不同阶层：陵户、官户、家人、公奴婢、私奴婢，每个阶层都只能在同一阶层内通婚，阶层间就由这种被称作当色婚的制度隔离开来。这种复杂的贱民等级继承了唐令的贱民制度，而与中世武家法中的贱民制度相异——这是律令法的一个特点。
良民中又分为贵族和平民两大阶级，虽然两者在法律上并没有明确的区别。但是拥有五位以上位阶的人所拥有的经济、政治特权受到法律保障，而且有位阶者通常不用服劳役、免除各种义务；因而和负担租庸调、杂徭、兵役的一般平民在这个方面有所不同。
由于律令法是贵族阶层为了维持其特权和统治的法律，因此有必要通过法律明确规定包括贱民制度在内的整个身份制度。

### 天皇
在律令法中所规定的身份秩序中，天皇所占据的地位是独特的。律令中对于天皇的地位、权限etc没有任何的规定。这是「认为天皇是超越法律的存在」这一思考方式的结果，和天皇在政治上的重要性并不矛盾。律令制中有着那么某种罪刑法定主义的原则，审判必须依照成文法规；但天皇却是不受法律约束的存在。
在律令法中没有关于天皇的地位和权限的规定。这是因为天皇有着进行国家祭祀等大化改新之前便有的宗教职能，同时也有着专制君主的特点，因而被视为超越法律的存在。
此外，在天皇和律令法的关系中重要的是，批准执行死刑（生命刑）的权利只属于天皇。例如，即便刑部省做出死刑判决，也必须在向天皇上奏三次并获得天皇的许可之后才能执行死刑。因此，如果天皇没有批准死刑，则会被减为流刑。另外，即便是被改判为流刑，只要没有发布被称作「非常赦」的特别恩赦，就不能离开流放地，且被判处死刑的时候所附随的亲属的连坐和除名、资材田宅的充公是不会被免除的，因此在当时的社会中，这相当于将一个人的社会存在完全抹杀。

### 总结
除了天皇，所有的身份和阶层都受到法律的约束。在这一原则得到贯彻这一点上，可以说律令法带有某种法制主义的特色。但是这个原则和律令法的阶级性并不冲突，例如实际量刑中出现的对贵族特权地位的保障，说明了律令法是为贵族阶级服务的法律。不仅有六议制度（对满足六种条件的人会在刑罚上给予其特别的斟酌），有位阶者还可按其位阶大小相应减刑；实际上只要不是犯了八虐、杀人等重罪，贵族一般不会被处以刑罚。

## 国家机构与官制
特权贵族阶层为了直接统治全国人民，必须要有从中央到地方末梢的成体系的行政、司法机构。和武家法不同，律令法的特色之一就在于，对成体系的国家机构和官僚制度作出了精密的规定。这体现在极其显著的形式主义的官制上。
中央政府由二官、八省、一台、五卫府构成（二官八省），各省下设有被称作「职」「寮」「司」的若干官厅。这些官厅原则上由被称作长官、次官、判官、主典的四个级别的管理组成（四等官），每个级别的权限在法律中都有规定。这种精神贯彻到了地方政府组织的末梢；井然有序的阶层制，将各个官厅连接到了一起，形成了整个官僚机器。这种形式主义的机构，和基于行政的惯例和经验得以成文的武家法的官制有着显著的区别，这也是律令法的基本特征之一。
律令法没有行政官和司法官的区别。上述行政机构同时也是司法机构。基层法院，在地方上是郡司，在首都则是「在京诸司」，其上则有地方上的国司和首都的刑部省，最后有太政官和天皇。
法院的管辖是按量刑的轻重区别的。刑罚有笞、杖、徒、流、死五种，称作五刑或者五罪。
规定如下：
- 郡司只能判处笞刑，
- 在京諸司可以判处笞刑、杖刑，
- 国司判处杖刑、徒刑，
- 刑部省判处徒刑，
- 太政官判处流刑，
- 天皇判处死刑。

## 对唐朝律令的继承
上述律令法特色的产生，源自（大化改新后基于公地公民制的）新型国家机器的需要。律令法继承了中国古代法典，是有其理由的。